# ExoMars Rosalind Franklin
ExoMars Rosalind Franklin ist eine von der Europäischen Weltraumorganisation (ESA) im Rahmen des ExoMars-Projekts vorbereitete Raumfahrtmission zur Erforschung der Marsoberfläche. Beabsichtigt ist, den Rover Rosalind Franklin – vormals ExoMars Rover genannt – zusammen mit einem noch zu bauenden Lander frühestens im Jahr 2028 auf den Weg zum Mars zu bringen.
Ursprünglich war die Mission unter dem Namen ExoMars 2020 gemeinsam mit der russischen Raumfahrtagentur Roskosmos entworfen worden und sollte mit dieser durchgeführt werden. Wegen des Russischen Überfalls auf die Ukraine im Jahr 2022 beendete die ESA jedoch die Zusammenarbeit mit Roskosmos in der unbemannten Raumfahrt. Damit wurde der Start mit der bereits fertiggestellten russischen Landeplattform Kazachok und einer russischen Proton-Trägerrakete abgesagt. In der Folge entschied sich die ESA für die Entwicklung eines eigenen Landers mit Unterstützung durch die NASA.

## Missionsziele
Primäres Ziel der Mission ist die Suche nach organischem Material, vor allem aus der frühen Geschichte des Mars. Das zu untersuchende Material soll hauptsächlich durch Bohrungen aus bis zu zwei Metern Tiefe gewonnen werden, da die Oberfläche selbst durch die Atmosphäre und die Sonnenstrahlung sehr starken Veränderungen unterworfen ist. Ein Infrarot-Spektrometer soll dabei die Mineralogie des Gesteins in den Bohrlöchern untersuchen. Die gewonnenen Bohrkerne sollen anschließend mit verschiedenen Instrumenten mineralogisch und chemisch analysiert werden. Ein besonderes Interesse liegt dabei auf der Identifikation organischen Materials.

## RoverRosalind Franklin
Im Februar 2019 wurde der ExoMars-Rover nach Rosalind Franklin benannt, einer britischen Biochemikerin (1920–1958), die einen wesentlichen Beitrag zur Aufklärung der Doppelhelixstruktur der DNA lieferte. Der Rover wurde gefertigt von Airbus Defence and Space im Vereinigten Königreich. Im März 2022 war er fertiggestellt und durchlief einen letzten Test. Seitdem ist er bei Thales Alenia Space eingelagert.
Es wird erwartet, dass der Rover mehrere Kilometer auf dem Mars zurücklegen kann. Der ExoMars Trace Gas Orbiter soll ihm bei der Kommunikation zur Erde als Relaisstation dienen.
Der Rover soll über acht Messgeräte verfügen. Zwei davon, ISEM und Adron, wurden ursprünglich vom Institut für Weltraumforschung der Russischen Akademie der Wissenschaften (IKI) für den ExoMars Rover entwickelt. Aufgrund des Endes der Kooperation mit Russland wurden die beiden Instrumente jedoch entfernt und zurück nach Russland gebracht. Während ISEM durch das von der UK Space Agency bereitgestellte Enfys Instrument ersetzt werden soll, ist für das Neutronenspektrometer Adron kein Ersatz vorgesehen.
- PanCam (The Panoramic Camera), eine Panoramakamera.
- Enfys (Walisisch für Regenbogen), ein Infrarotspektrometer, um die mineralische Zusammensetzung des Bodens zu analysieren und um zusammen mit PanCam Proben für die genauere Untersuchung durch andere Instrumente auszuwählen.
- CLUPI (Close-Up Imager), eine Kamera für Makroaufnahmen, die vorne an der Bohrvorrichtung angebracht ist.
- WISDOM (Water Ice and Subsurface Deposit Observation On Mars), ein Bodenradar, um die Stratigraphie unterhalb des Rovers zu erforschen.
- Ma_MISS (Mars Multispectral Imager for Subsurface Studies), ein Multispektralanalysegerät, das sich innerhalb des Bohrers befindet.
- MicrOmega, ein Spektrometer für mineralogische Untersuchungen.
- RLS (Raman Spectrometer), ein Spektrometer, um die mineralische Zusammensetzung der Proben zu untersuchen und um Pigmente organischen Ursprungs zu finden.
- MOMA (Mars Organic Molecule Analyser), ein Gerät, um Biomarker zu finden.

Für den Betrieb des Rovers gibt es in Turin einen Testsimulator auf dem Amalia betrieben wird, ein Zwilling von Rosalind Franklin. Auf dem Gelände von ALTEC, das gemeinsam von Thales Alenia Space und ASI unterstützt wird, befindet sich auch das Rover Operation Control Center für den Betrieb des Rovers auf dem Mars.

## Ursprüngliche Planung mit russischem Lander
Der Start war zunächst für 2018 geplant, wurde aber im Mai 2016 aufgrund von „Verzögerungen der industriellen Aktivitäten und der Lieferung der wissenschaftlichen Nutzlast“ auf 2020 verschoben. Im März 2020 erfolgte unter anderem wegen Problemen mit den Fallschirmen und der Software der Raumsonde eine weitere Verschiebung auf 2022. Der Rover der ESA sollte mit einer russischen Proton-Rakete gestartet werden und nach etwa neun Monaten Flug auf dem Mars landen. Die Nutzlast der Mission sollte aus drei Komponenten bestehen, dem Transportmodul (ExoMars Carrier Module), der Landeplattform (Kazachok) und dem Rover selbst. Dabei wurde das Transportmodul und der Rover (sowie die Mehrheit der Instrumente an Bord des Rovers) von der ESA entworfen und gefertigt, während die Landeplattform und zwei Instrumente von Roskosmos entwickelt wurden. Zudem hätte Roskosmos den Rover mit Radionuklid-Heizelementen bestückt, da Europa nicht über das dafür benötigte Plutonium 238 verfügt.

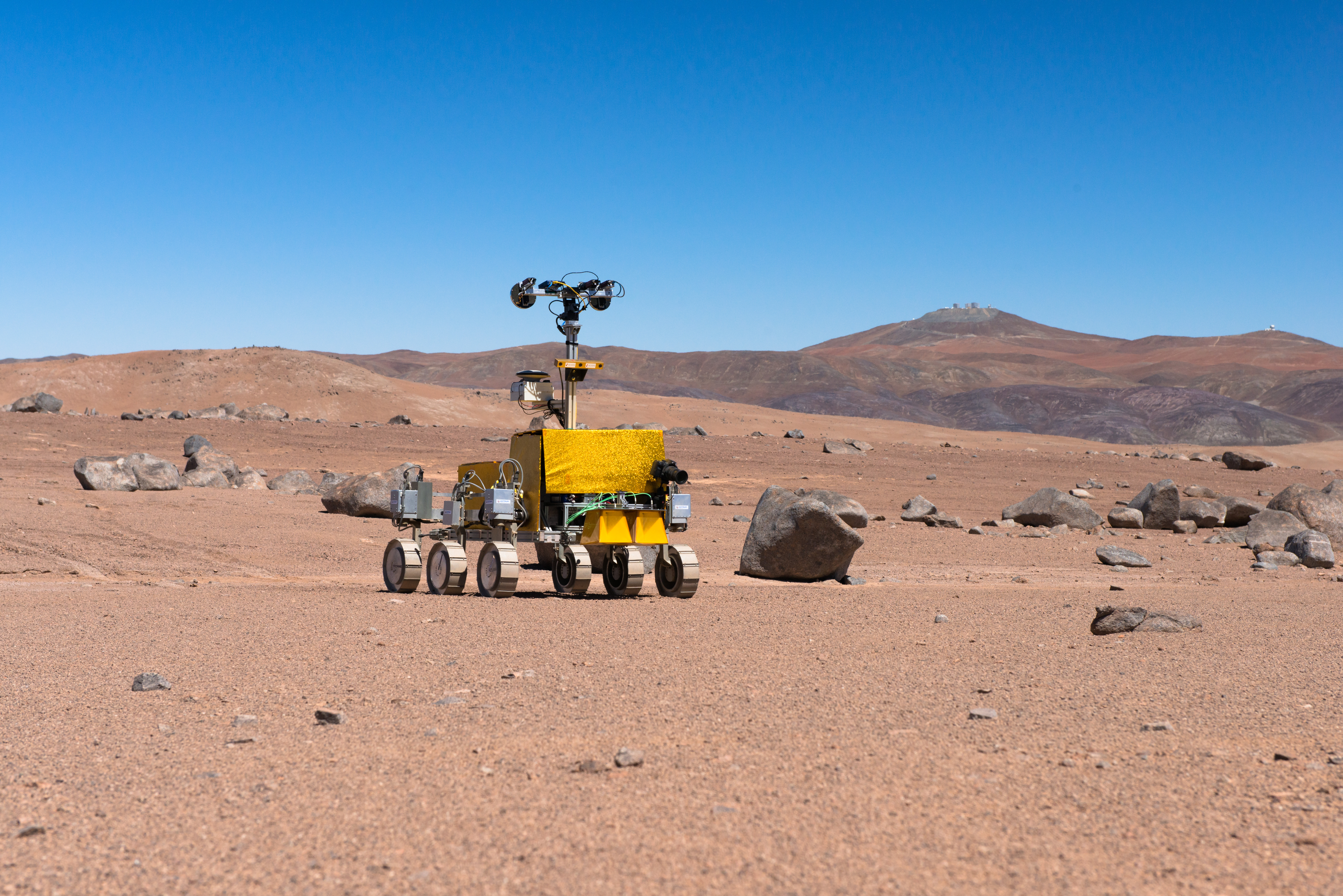
Bridget, ein Prototyp des ExoMars Rover bei einem Test in der Nähe des Paranal-Observatoriums in der Atacamawüste im Norden Chiles

Während der Reise zum Mars wären der Rover und die Landeplattform Kazachok vom Transportmodul gesteuert und versorgt worden. Die Landeplattform sollte sich mit dem Rover kurz vor dem Erreichen der Marsatmosphäre von dem Transportmodul trennen und in die Atmosphäre eintreten. Zu Beginn des Abstiegs sollte die Einheit durch einen Hitzeschild abgebremst werden, um dann anschließend mit Fallschirmen den Abstieg weiter zu verlangsamen. Abschließend sollten Bremsraketen die Geschwindigkeit weiter reduzieren und das Landemodul, durch Stoßdämpfer geschützt, auf der Oberfläche aufsetzen. Der Rover sollte dann die Landeplattform über zwei Schienen verlassen und mit der wissenschaftlichen Mission beginnen.

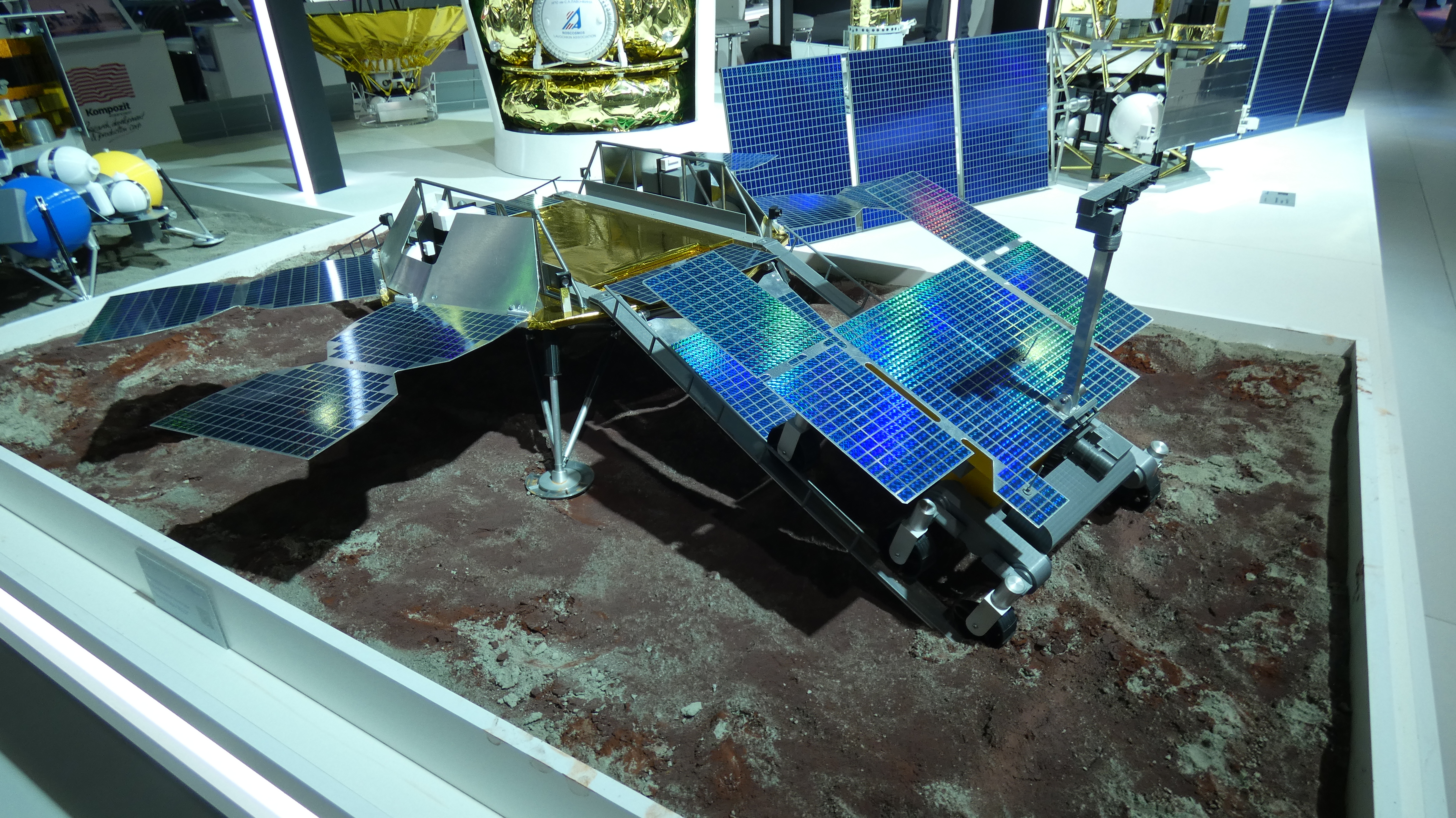
Modelle des Landers Kazachok und des Rovers auf der MAKS-2021 Aero Show

Für Kazachok war eine Betriebsdauer von einem Erdjahr vorgesehen. Zur Energieversorgung hätte der Lander vier mit Solarzellen bestückte Ausleger genutzt. Ihre Hauptaufgabe wäre die fotografischen Dokumentation der Umgebung und die Untersuchung von Klima und Atmosphäre gewesen. Außerdem sollte die Strahlenbelastung auf der Marsoberfläche untersucht werden, mögliches Wassereis unter der Oberfläche, sowie der Austausch von flüchtigen Stoffen zwischen der Atmosphäre und der Oberfläche. Zwei der 17 wissenschaftlichen Instrumente der Landeplattform wurden von europäischen Instituten gestellt, die übrigen von Russland. Außerdem lieferten die ESA-Staaten vier Sensorpakete für zwei russische Instrumente. Die wissenschaftliche Ausrüstung hatte eine Masse von 45 kg, bei einer Gesamtmasse der Landeplattform von etwa 830 kg.

## Neue Planung mit europäischem Lander
Am 17. März 2022 – vier Wochen nach Beginn des russischen Überfalls auf die Ukraine – setzte die ESA die Kooperation mit Roskosmos aus; begründet wurde dies mit den gegen Russland verhängten Sanktionen. Später wurde die Zusammenarbeit in der unbemannten Weltraumforschung ganz beendet. ExoMars Rosalind Franklin wäre für einen Abflug am 20. September 2022 bereit gewesen.
Die Entscheidung lag seitdem wieder alleine bei den ESA-Mitgliedsstaaten. Da Europa bislang weder über geeignete Landertriebwerke verfügt, noch die Heizelemente bauen kann, wandte man sich mit der Bitte um Unterstützung an die NASA. Im September 2022 wurde auf der ESA-Ministerratskonferenz das Budget beschlossen, um die Mission mit einem europäischen Landemodul weiterzuverfolgen. Wegen der benötigten Zeit für Entwicklung und Bau des Landers liegt das frühestmögliche Startfenster nun im Oktober 2028, mit einer Ankunft auf dem Mars 2030. Im April 2024 beauftragte die ESA ein Konsortium unter der Leitung von Thales Alenia Space mit Entwicklung und Bau des neuen Landers.
Der europäische Lander soll Technologie wiederverwenden, die in Europa für das russische Landemodul entwickelt wurde. Dazu gehört der Bordcomputer, der bereits für den Raumflug qualifiziert ist, der Höhenmesser mit Doppler-Radar und das Fallschirmsystem. Von europäischen Industriepartnern soll die Hülle für den Eintritt in die Marsatmosphäre, das Landemodul selbst, die Landeplattform und der Entlademechanismus für den Rover neu konstruiert werden. Insgesamt soll der Lander einfacher konstruiert sein als das russische Modell und keine eigenen wissenschaftlichen Nutzlasten mitführen. Er soll nur mit Kameras und Sensoren für die Landung und das Entladen des Rovers ausgestattet werden, würde über keine eigenen Solarmodule verfügen und seinen Betrieb nach wenigen Sol einstellen.
Die NASA erklärte sich im März 2024 bereit, zwei Systeme bereitzustellen, die die europäische Raumfahrtindustrie nicht liefern kann: Das regelbare Schubsystem, das zum Abbremsen in der letzten Phase der Landung gebraucht wird, und die Radionuklid-Heizelemente, die den Rover warm halten. Außerdem möchte sie den Start der Mission organisieren und finanzieren. Der Wert dieser NASA-Beiträge beläuft sich auf mehrere hundert Millionen US-Dollar. Im Gegenzug sollen US-Wissenschaftler an der Mission beteiligt werden. Eine Finanzierung dieser Beiträge durch den US-Gesetzgeber steht noch aus. Im Vorjahr war das NASA-Budget für Marsmissionen stark gekürzt worden.
Im März 2025 bekam Airbus Defence and Space den Auftrag, eine neue Landeplattform zu entwickeln und zu bauen. Die Trump-Administration will das NASA-Budget für 2026 stark kürzen, vor allem im Wissenschaftsbereich, sodass mittlerweile die Finanzierung und Durchführung aller gemeinsamer Projekte von ESA und NASA fraglich geworden sind.

## Landezone
Die 2020 Mission Landing Site Selection Working Group (LSSWG) ist für die Auswahl der Landezone verantwortlich. Bei der Auswahl der Gebiete werden die Daten des ExoMars Trace Gas Orbiters herangezogen. Die Gebiete müssen eine sichere Landung ermöglichen und zudem eine möglichst hohe Wahrscheinlichkeit für das Auffinden von organischem Material aufweisen. Hier bieten sich Gegenden rund um ehemalige Wasserstellen an, die zudem eine flache Ufer- oder Küstenlinie aufweisen, wo Sedimente leicht zu untersuchen sind. Zunächst standen vier Regionen zur Auswahl: Oxia Planum, Mawrth Vallis, Aram Dorsum und Hypanis Vallis. Während des 5. Treffens der LSSWG im November 2018 wurde schließlich vorgeschlagen, Oxia Planum als Landegebiet auszuwählen. Die endgültige Entscheidung sollte etwa ein Jahr vor dem Start der Raumsonde getroffen werden.